# Capreomycin
Capreomycin (Handelsname Capastat; Ersthersteller Eli Lilly) ist ein Arzneistoff aus der Gruppe der Polypeptid-Antibiotika, der als Mittel der zweiten Wahl in der Behandlung der multiresistenten Tuberkulose eingesetzt wird.

## Klinische Angaben

### Anwendungsgebiete (Indikationen)
Capreomycin wird in Kombination mit anderen Antituberkulotika zur Behandlung der Lungentuberkulose eingesetzt, wenn eine primäre Behandlung mit Isoniazid, Rifampicin und Ethambutol nicht wirksam war und auch eine Kombinationstherapie mit 4-Aminosalicylsäure (PAS) und Streptomycin versagt. Die Empfindlichkeit des Krankheitserregers Mycobacterium tuberculosis gegenüber Capreomycin sollte bei jedem Patienten bestimmt werden.

### Unerwünschte Wirkungen (Nebenwirkungen)
Sehr häufige Nebenwirkungen sind Schädigungen der Niere und des Innenohres (Ototoxizität). Dementsprechend sollte die Nierenfunktion und die Gehörfunktion vor und während der Behandlung überwacht werden. Auch Leberschädigungen und Veränderungen des Blutbildes kommen vor. Überempfindlichkeitsreaktionen sind selten.

## Pharmakologische Eigenschaften

### Wirkungsmechanismus (Pharmakodynamik)
Capreomycin wirkt über die Hemmung der Proteinbiosynthese in den Bakterienzellen, indem es sowohl an die 16S als auch an die 23S-rRNA bindet, ein ungewöhnlicher, beide Untereinheiten des Ribosoms betreffender Wirkmechanismus, der sonst nur noch beim 1949 erstmals isolierten, strukturell verwandten Tuberkulostatikum Viomycin beschrieben wurde. Mykobakterien, die gegen Capreomycin resistent sind, haben ein inaktives tlyA-Gen; dieses Gen kodiert für eine Methyltransferase, die sowohl die 16S als auch die 23S rRNA an der Bindungsstelle für Capreomycin modifiziert, wodurch die Ribosomen für die Hemmung durch das Antibiotikum empfindlich werden. Da nur wenige Bakteriengattungen ein tlyA-Gen haben, ist die Wirkung von Capreomycin im Wesentlichen auf Mykobakterien beschränkt.

### Aufnahme und Verteilung im Körper (Pharmakokinetik)
Die Resorption des Arzneistoffs nach peroraler Gabe ist sehr gering, deshalb erfolgt die Gabe immer intramuskulär oder intravenös. Bei normaler Nierenfunktion wird zirka 50 % des Arzneistoffs innerhalb von 12 Stunden unverändert mit dem Urin ausgeschieden.

## Sonstige Informationen

### Chemische und pharmazeutische Informationen
Capreomycin ist ein Cyclisches Peptid, das aus Streptomyceten, Bakterien der Art Streptomyces capreolus, gewonnen wird. Die in Arzneimitteln eingesetzte Substanz ist ein Komplex aus vier antimikrobiell aktiven Komponenten: Capreomycin IA, IB, IIA und IIB. Das Antibiotikum wird manchmal aufgrund der ähnlichen Wirkung auf die bakterielle Translation zu den Aminoglycosiden gezählt, obwohl keine strukturelle Verwandtschaft besteht.

### Geschichtliches
Das Antibiotikum wurde in den 1960er Jahren bei Eli Lilly entwickelt. die Zulassung in den USA erfolgte am 2. Juni 1971. In Deutschland sind keine Arzneimittel mit diesem Wirkstoff zugelassen.